# Mossack Fonseca
Mossack Fonseca & Co. és un bufet d'advocats de Panamà amb més de 40 oficines a tot el món. Va ser fundat el 1977 per Jurgen Mossack i Ramón Fonseca Mora, i s'especialitza en dret comercial, serveis fiduciaris, assessoria d'inversions i estructures internacionals. L'empresa és una de les set que en conjunt representen més de la meitat de les companyies constituïdes a Panamà. El bufet també alberga a diverses companyies dins de les seves oficines. També ofereix serveis en el camp de la propietat intel·lectual i dret marítim.
El 2008 continuà liderant sis empreses de Rami Makhlouf malgrat que aquest havia sigut acusat i sancionat de delictes per Hisenda dels Estats Units d'Amèrica.
Des de gener de 2016 el bufet estava sent investigat per possible relació amb l'escàndol Petrobras per la policia del Brasil.
La companyia ha estat acusada d'ajudar a ciutadans estrangers a eludir els impostos dels seus respectius països i d'estar involucrada en temes de blanqueig de diners i esquemes d'evasió d'impostos en connexió amb Commerzbank. També ha estat acusada de treballar amb associats de dictadors d'Orient Mitjà i Àfrica, ajudant-los "presumptament " a evadir sancions internacionals.

## Filtració delsPanama Papers
El 3 d'abril de 2016, es va anunciar que 11 milions de documents confidencials del bufet havien estat filtrats. Els anomenats Panama Papers revelen com els seus associats van amagar milers de milions de dòlars en paradisos fiscals. Els documents, que contenen 2,6 terabytes de dades, cobreixen gairebé 40 anys de registres i actualment estan sent investigats i analitzats pel Consorci Internacional de Periodistes de Recerca.